# 여성 성기 절제

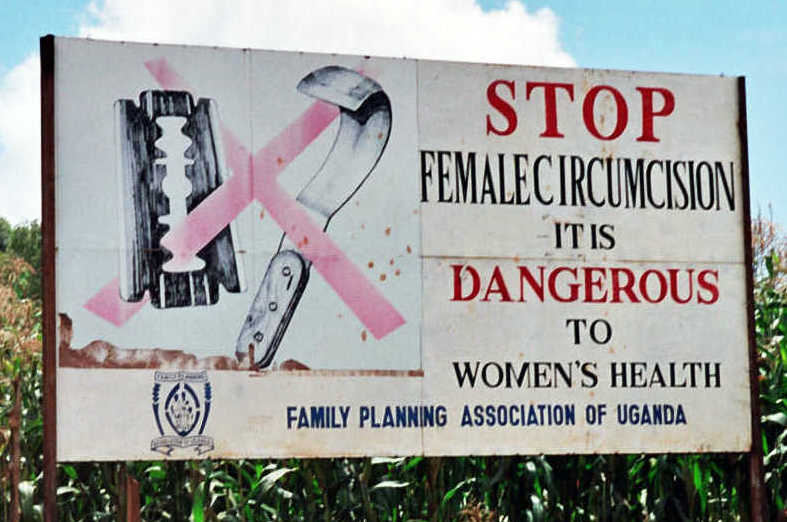
2004년 우간다 카프초와 인근의 반FGM 도로표지판

여성 성기 절제(Female Genital Mutilation, 약자 FGM) 또는 여성 할례(女性割禮, Female Circumcision)는 여성의 성년의식 중 하나로 여성 성기의 음핵 포피만을 제거하는 시술에서 포피, 음핵, 소음순을 모두 제거하는 시술까지 방식은 다양하다. 여성 성기 절제에 대한 정확한 기원은 알려지지 않았지만 학자들은 대략 4천 년 전부터 시작되었다고 주장한다.

## 관련자료
- 문신
- 포경수술

## 여성 성기 절제(여성 성기 절제시술)의 유형

A.Normal(음핵, 대음순, 소음순)/B. A(표피만을 제거)B(표피제거와 음핵의 부분 또는 전체 제거)/C.절제술/D.봉쇄술

여성 성기 절제 시술은 다음 4가지 유형으로 나뉜다.

### 음핵 절제 (clitoridectomy)
음핵(발기성의 작고 민감한 여성 생식기)의 부분 또는 전체를 제거하는 시술방식. 때때로, 음핵 포피(음핵을 둘러싼 피부층)까지 제거하기도 한다.

### 절제 (excision)
음핵과 소음순(질을 둘러싼 음순)의 부분 또는 전체를 제거하는 시술방식이다.

### 음부 봉쇄 (infibulation）
음핵과 인접한 음진을 제거한 후, 대음순을 꿰매어 요도와 질을 덮고 소변과 월경 피가 흘러나갈 작은 구멍만을 남겨놓는 시술 방식이다. 이게 여성 건강에 매우 나쁜 것인데 이런 식으로 대음순을 봉쇄할 경우 소변과 월경 피가 조금씩 고여서 썩는 경우도 발생하기 때문이며 심할 경우 자궁암으로 악화되기도 한다.

### 그 외 방식
생식기를 쑤시게 하기, 꿰찌르기, 절개하기, 문자나 무늬 새기기, 긁어내기, 인두로 지지기 등의 방식이 있다. 하지만 결코 결과는 어떻게 될지 모른다.

## 현황

### 여성 성기 절제를 받은 여성 비율
세계보건기구가 발표한 바에 따르면 여성 성기 절제는 아프리카와 중동의 28개국에서 행해지고 있다고 한다. 수단에서는 전체 여성의 90%, 이집트는 80%, 소말리아는 98%, 에티오피아는 90%, 지부티는 98%, 나이지리아는 50% 이상의 여성들이 할례를 받는다. 아프리카를 포함한 22개국에서 1억 3천만 명이 넘는 여성들이 할례를 받은 것으로 파악되고 있다. 매년 시술을 받는 여성들의 수는 200-300만 명이며 하루에만 6,000명 정도의 여자 아이들이 할례를 받다 죽음의 위기에 내몰리고 있다.
케냐는 1990년에 일부 형태의 여성 성기 절제를 금지했으나, 매년 6,000여 명의 케냐 여인들이 할례를 받고 있다. 케냐 서부 키시족은 할례 비율이 97%에 이르고 마사이 여성 중에서는 89%가 할례를 받은 것으로 조사되었다. 또한 케냐 가족협회는 케냐의 64지역 중 49곳에서 여성 성기 절제가 행해졌다고 보고했다.우간다의 최근 통계는 지난 10년 간 감소 추세를 보였다. 2002년에는 4천여 명의 소녀들이 할례를 받았지만, 상황은 여전히 심각하다.
탄자니아에서는 킬리만자로 지방, 마라, 아루샤 북부와 싱기다 도도마 중부 지방에서 여성 성기 절제가 널리 행해지고 있는데 아루샤에서는 80%이상, 도도마에서는 68%, 마라에서는 44%의 여성 성기 절제율을 보이고 있다. 탄자니아의 지역 개발부 산하 여성 및 아동 담당처는 전국적으로 11-15세의 소녀 중 32%가 여성 성기 절제를 받았다고 보고 있다. 정부의 할례 시술 금지에도 불구하고 2001년 10월, 탄자니아 마라 지역에 있는 4천 명 정도의 12-26세의 여자들이 할례 시술을 받은 것으로 알려졌다. 탄자니아 미디어 여성 협회에 따르면 1999년 이 지역에서 여성 성기 절제 의식을 시행하다 6천 명 중 25명의 소녀들이 사망했다고 한다.
모리타니아의 정부 보고서가 발표한 자료에 따르면 모리타니아의 소닝케(Soninke) 종족 여성의 92%가 할례 시술을 경험한 것으로 나타나고 있다. 다른 종족들이 27%에서 72%에 이르는 것과 비교하면 아주 높은 수치이다.
이집트는 아프리카 대륙에서 가장 여성 성기 절제가 성행하는 국가 중의 한 나라이다. 1997년 미국 기금으로 운영되는 한 기관의 설문조사에 의하면 이집트 성년 여성의 10명 중 8명이 여성 성기 절제 시술을 하고 있는 것으로 조사되었으며, 이 수치는 최근 줄어드는 경향이 있지만 아직도 10명 중 7명이 이 시술을 행하고 있는 것으로 조사되고 있다.¹

### 지역별 여성 성기 절제
보통 아프리카 특정 지역에서만 발생하는 것으로 알려져 있지만, 파키스탄과 인도, 말레이시아, 인도네시아 및 아라비아 반도 남부와 페르시아 만 일대에도 널리 행해지며 심지어 북미와 유럽에서도 이 관습은 여전히 진행 중이다.
미국이나 유럽으로 이주한 다수의 아프리카 사람들도 여전히 이 관습을 행하고 있다. <연방질병통제예방센터>에 따르면 뉴욕 주에서만 약 2만7천 명의 여성이 FGM을 받거나 앞으로 받게 될 것이라고 한다.
그래서 여러 주에서 FGM을 금지하는 법안을 통과시키고 있다. 입법자들은 위험에 처한 어린이들을 위해서 별개의 법안이 필요하다고 보는데 부모가 딸에게 절제술을 시행할 '종교적 권리'가 있다고 주장할 수 있기 때문이다.

## 여성 성기 절제에 관한 인식과 논쟁
일부다처제가 보편적인 아프리카에서 남편이 모든 아내를 성적으로 만족시켜 주는 것이 쉽지 않기 때문에 아내의 외도를 막아 보려는 남성 우월주의 사회의 여성인권 유린에서 비롯되었다는 의견도 있다.
특정 지역(또는 부족)에서는 여성의 성적 욕망을 악마의 장난이라 생각하여, 여성을 악마의 접근으로부터 보호한다는 이유로 여성 성기 절제를 자행하기도 한다.
이처럼 선악의 종교적 성격에 의한 시술은 여성 성기 절제를 시술보다는 의식행위로써 '할례의식'으로 부르기도 한다.
이는 아프리카 일부 지역에서는 4천 년이 넘는 오랜 관습으로 인해 할례를 받지 않은 여성은 결혼조차 할 수 없다. 정숙하며 순결한 여성이라는 것을 이 의식을 통해 증명하기 때문이다. ¹³
여성 성기 절제에 대해 찬성하는 사람들은 여성 성기 절제는 오랜 시간 지속되어온 전통이며 신이 여성 성기 절제를 지시하였다고 말하기도 한다. ¹
여성 성기 절제를 하여 여성이 청결해 진다고 믿기도 한다. 일부 사회에서는 여성 성기 절제에 대한 단어로 '세정' 혹은 '정화'라는 단어를 사용하기도 하며, 일부 부족들은 할례를 받지 않은 여성들은 음식이나 물을 취급할 수 없도록 규정하고 있으며 음핵에 독이 있어 남성이나 아이들에게 독을 전파할지도 모른다는 속설들을 전파하기도 한다. ¹
일부 사회에서는 음핵과 음진은 여성 신체 에 있는 남성으로 간주하기 때문에 여성 성기 절제 의식을 여성이 완전한 여성이 되는 관문으로 인식하기도 한다. 또한 여성의 음부 봉쇄의 시술은 젊은 소녀의 처녀성을 유지하는데 도움을 주며 아내로서의 정절을 유지해 준다고 주장한다. 할례시술을 받지 않은 여성들은 그들 자신의 성욕을 억제하는 신뢰성이 없어 정숙하지 못하다고 생각한다.¹
그러나 여성 성기 절제는 이슬람교가 생겨나기 전에 이미 시작되었으며 최초의 할례시술은 약 1,400년 전에서 길게는 4,000년 전으로 거슬러 올라간다. 쿠란이 특별하게 여성 성기 절제 시술에 대해 언급하고 있지는 않는다.

## 문제점
태어나서부터 첫 월경까지의 시간 중에 여성 성기 절제를 받게 되지만 대부분 4-8세에 여성성기절제술을 받게 된다. 여성 성기의 절제 순서의 실제 방법은 인종 집단과 도시 그리고 농촌지역 등에 따라 다양한 절차들이 있다. 사회 경제적 상태에 따라서도 다르게 나타난다. 도시 지역에서는 병원에서도 이루어지며 전문의들이 담당하기도 하지만 이 시술은 주로 나이 많은 여성이나 조산사들이 행한다. 마취 없이 시술되는 경우가 많다. 소녀들의 비명 소리가 들리지 않도록, 할례 의식은 동 트기 직전에 거행된다. 소녀들은 나이든 여자들에 의해 움직일 수 없게 평평한 곳에 눕혀져 시술을 받게 된다. 도구는 사용 전후에 소독되지 않는 경우가 많으며 면도날, 칼, 가위, 깨진 유리 조각, 날카로운 돌 등이 도구로 사용된다. 어떤 지역에서는 이빨을 사용하기도 한다. 특히 봉쇄술의 경우에는 아카시아 나무의 가시로 살에 구멍을 여러 개 뚫어 그 구멍을 희고 질긴 실로 꿰맨다. 여성 성기 절제 시술이 끝나면 다리를 움직이지 못하도록 발목에서 골반까지 천으로 꽁꽁 묶어 놓는다. 상처가 어느 정도 회복이 될 때까지 집에서 떨어져 작은 움막에서 지내게 된다. 상처가 아물 때까지 다리는 계속 묶여 있게 된다. 이 절차는 소녀에게 여러 부작용을 가져오며 죽음을 초래하기도 한다. 또한 사망하지 않는다 하더라도 다량의 출혈, 패혈증, 파상풍, 쇼크, 고통, 감염, 요폐(Urinary retention), 인근 조직의 상처 등이 생기며 HIV의 잠재적인 감염통로가 될 수 있다.
장기적으로는 빈혈증, 간헐적인 출혈, 비뇨기관의 감염, 신장 손상, 요실금, 생식기관의 감염, 만성적 골반감염, 기생충 감염, 흉터, 영구적인 고통, 고통스런 성행위, 음문 주변의 낭포나 종기, 신경종, 불임문제, 출산 시 산모와 아이의 사망위험의 증가, 성행위를 통한 HIV바이러스의 쉬운 감염 등으로 고생하게 된다. 또한 소변을 보기가 어려워지고 소변을 보는 데 시간이 오래 걸리게 된다. 월경을 할 때는 생리통으로 큰 고통을 받게 되며 기간도 오래 걸리고 생리가 복부에 고이기도 한다. 배우자 중 한 사람 혹 양쪽 모두의 성적인 부작용, 성욕의 감퇴, 불안함, 걱정, 낙담 등의 정서 불안성이 증가하게 되는 등 부정적인 정신적 결과를 초래하기도 한다.
국제사면위원회는 최근 여성 생식기 절단을 인권 유린으로 인정했으며 미국과 다른 서방측 국가들은 본국에 강제 송환되면 할례 받게 되는 것을 두려워하는 여성들을 위해 망명을 허용하기 시작했다.

## 같이 보기
- 와리스 디리
- 아얀 히르시 알리

## 참고자료
- 조부연, 「아프리카 여성 할례와 인권문제」,『아프리카학회지』, 2005
- who.int
- <사막의 꽃> 와리스 디리 2005 섬앤섬